# Jagielnica (stacja kolejowa)
Jagielnica (ukr. Ягільниця, ros. Ягильница) – stacja kolejowa w miejscowości Nagórzanka, w rejonie czortkowskim, w obwodzie tarnopolskim, na Ukrainie. Leży na linii Biała Czortkowska – Zaleszczyki – Stefaneszty. Nazwa pochodzi od pobliskiej wsi (dawniej miasta) Jagielnicy.